# لودفيغ كيلر
لودفيغ كيلر (بالألمانية: Ludwig Keller)‏ هو أمين الأرشيف ومؤرخ ألماني، ولد في 1849 في فريتسلار في ألمانيا، وتوفي في 1915 في برلين في ألمانيا.